# 1,10-Decandiol
1,10-Decandiol ist eine organische chemische Verbindung aus der Gruppe der Alkandiole.

## Eigenschaften
1,10-Decandiol ist ein weißer Feststoff, der schlecht löslich in Wasser ist. Die Verbindung schmilzt bei 81,7 °C mit einer Schmelzenthalpie von 44,0 kJ·mol−1 bzw. 252,6 J·g−1. Das Molekül hat eine Zick-Zack-Struktur.

## Verwendung
1,10-Decandiol kann zur Herstellung anderer chemischer Verbindungen wie dem Moschus-Riechstoffs (E)-1,6-Dioxacyclohexadec-3-en verwendet werden. Durch Bromierung kann 1,10-Dibromdecan gewonnen werden. 1,10-Dichlordecan kann durch Reaktion mit Thionylchlorid gewonnen werden.